# 懐かしい未来
『懐かしい未来』（なつかしいみらい）は1986年10月21日にリリースされた新居昭乃の1枚目のオリジナルアルバム。

## 解説
- ミュージシャンとして活動していた新居昭乃の初のオリジナルアルバム、デビュー曲である「約束」を除く全ての作曲を新居が担当している。
- 2ndシングル「地図をゆく雲」と同日発売されている。
- アルバムはビクターからリリースしているが、実質上はフリーの為、次作をリリースするまでに11年かかっている。
- リリースから25年以上経つが、廃盤にはなっていない。
- 新居のアルバムでは唯一サブスクリプションサービスにて解放されていない。

## 収録曲
| #         | タイトル           | 作詞      | 作曲      | 編曲      | 時間  |
| --------- | ------------------ | --------- | --------- | --------- | ----- |
| 1.        | 「Ring Ring」      | 戸沢暢美  | 新居昭乃  | 清水信之  | 4:30  |
| 2.        | 「月よ凍れ」       | 川村真澄  | 新居昭乃  | 門倉聡    | 4:55  |
| 3.        | 「金色の目」       | 新居昭乃  | 新居昭乃  | 門倉聡    | 4:30  |
| 4.        | 「地図をゆく雲」   | 青木景子  | 新居昭乃  | 清水信之  | 4:49  |
| 5.        | 「美しい星」       | 新居昭乃  | 新居昭乃  | 門倉聡    | 4:53  |
| 6.        | 「1999」           | 新居昭乃  | 新居昭乃  | 門倉聡    | 3:56  |
| 7.        | 「約束」           | 川村真澄  | 加藤和彦  | 清水信之  | 4:47  |
| 8.        | 「ロゼ・ルージュ」 | 新居昭乃  | 新居昭乃  | 門倉聡    | 4:29  |
| 9.        | 「Sky Lounge」     | 新居昭乃  | 新居昭乃  | 清水信之  | 5:20  |
| 合計時間: | 合計時間:          | 合計時間: | 合計時間: | 合計時間: | 42:09 |

## 参加ミュージシャン
| Ring Ring - Synthesizer Programming,Drums,E.Bass,Keyboards＆Guitars：清水信之 - Chorus：比山貴咏史・木戸泰弘 月よ凍れ - Synthesizer Programming＆Keyboards：門倉聡 - E.Bass：中原信雄 - Guitars：鈴木智文 - Chorus：Mikan-Chang 金色の目 - Synthesizer Programming＆Keyboards：門倉聡 - E.Bass：渡辺等 - Guitars：鈴木智文 - Violin：中西俊博 地図をゆく雲 - Synthesizer Programming,E.Bass,Guitars＆Keyboards：清水信之 - Drums：村上“PONTA”秀一 - Strings：金子飛鳥ストリングズ - Chorus：比山貴詠史・木戸泰弘・Mikan-Chang | 美しい星 - A.Piano：門倉聡 - Strings：中西俊博ストリングズ - Chorus：Mikan-Chang 1999 - Synthesizer Programming＆Keyboards：門倉聡 - Guitars：鈴木智文 - Chorus：Mikan-Chang 約束 - All Instruments：清水信之 ロゼ・ルージュ - Synthesizer Programming＆Keyboards：門倉聡 - Guitars：鈴木智文 Sky Lounge - Synthesizer Programming,E.Bass,Guitars＆Keyboards：清水信之 - Drums：村上“PONTA”秀一 - E.Bass：富倉安生 |